# Ausstellungspriorität
Die im Jahr 1904 in Deutschland durch das Ausstellungsgesetz eingeführte Ausstellungspriorität verhinderte bei der Anmeldung der gewerblichen Schutzrechte Patent und Gebrauchsmuster bei Einhaltung bestimmter Förmlichkeiten die Zurechnung der Ausstellung der Erfindung zum Stand der Technik. Während die Ausstellungspriorität im deutschen Patentrecht in Umsetzung des Straßburger Patentübereinkommens vom 27. November 1963 (BGBl. 1976 II S. 649, 658) seit 1978 stark eingeschränkt wurde und praktisch nur mehr Ausstellungen im Rang einer Weltausstellung erfasst (§ 3 Abs. 5 Nr. 2 DE-PatG, parallel für europäische Patente Art. 55 Abs. 1 lit. b EPÜ), ist im deutschen Gebrauchsmusterrecht die Ausstellungspriorität im Wesentlichen unverändert beibehalten und im Jahr 2004 durch das Geschmacksmusterreformgesetz als § 6a DE-GebrMG in das Gebrauchsmusterrecht integriert worden.
Die erfassten Ausstellungen werden auf Grund von Bekanntmachungen des Bundesministeriums der Justiz und für Verbraucherschutz seit 1. Januar 2014 im Bundesanzeiger (zuvor im Bundesgesetzblatt) veröffentlicht.
Das österreichische Patentrecht kennt eine der deutschen entsprechende Ausstellungspriorität (§ 3 Abs. 4 S. 3 AT-PatG). Das österreichische Gebrauchsmusterrecht kennt keine entsprechende Regelung, jedoch werden die einschlägigen Fälle hier von der Neuheitsschonfrist in § 3 Abs. 4 AT-GmG erfasst.
Das Schweizer Patentrecht regelt die Ausstellungspriorität in Art. 7 lit. b CH-PatG.